# Marie-Abraham Rosalbin de Buncey
Pour les articles homonymes, voir Buncey (homonymie).
Marie-Abraham Rosalbin Fortier de Buncey né le 26 mars 1833 à Châtillon-sur-Marne (Marne) et mort le 19 janvier 1891 à Paris est un dessinateur et un peintre français.
Il a peint des scènes historiques, des sujets allégoriques, des scènes de genre et des paysages urbains.

## Biographie
Marie-Abraham Rosalbin de Buncey est élève de Léon Cogniet à l'École des beaux-arts de Paris. Il expose au Salon de 1879. 
Ses œuvres sont conservées dans les musées de Chambéry, Montpellier, Pontoise, Reims et Tachkent, et figurent dans les salles publiques de ventes de 1919 à 2002.
Marie-Abraham Rosalbin de Buncey est le grand-père du sculpteur animalier Philippe Albin de Buncey (1905-1978).

## Œuvres dans les collections publiques
- Chambéry, musée des Beaux-Arts : Étude de moutons au jardin des plantes, huile sur toile[3].
- Montpellier, musée Fabre : Le Cabaret de la Glacière à Saint-Ouen.
- Périgueux, musée d'Art et d'Archéologie du Périgord : Saint-Louis à Damiette[4].
- Pontoise, musée Camille-Pissarro : Le Départ.
- Le Puy-en-Velay (musée Crozatier) : Femmes nues dans un paysage ; composition, huile sur bois[5].
- Reims, musée des Beaux-Arts : Le Parc Monceau.
- Sceaux, musée de l'Île-de-France : Moulin de Bagnolet près Saint-Gervais, dessin.
- Tachkent, musée des arts d'Ouzbékistan : Le Parc Monceau.

- Localisation inconnue : La Route de la Révolte[6].